# Spolkový soudní dvůr
Spolkový soudní dvůr (německy: Bundesgerichtshof vyslovováno [ˌbʊndəsɡəˈʁɪçt͡shoːf], BGH) je nejvyšší soud občanské a trestní jurisdikce v Německu. Jeho hlavní odpovědností je konečný odvolací přezkum rozhodnutí nižších soudů pro nesprávná právní posouzení. I když z právního hlediska je rozhodnutí Spolkového soudního dvora závazné pouze s ohledem na jednotlivý případ, ke kterému se vyjadřuje, de facto se jeho výkladem práva řídí soudy nižších stupňů téměř bez výjimky. Rozhodnutí vydaná Spolkovým soudním dvorem může zrušit pouze Spolkový ústavní soud za porušení ustanovení německé ústavy, základního zákona.
Kromě odvolacích povinností soudu působí několik soudců Spolkového soudního dvora jako vyšetřující soudci pro malý počet výjimečných trestných činů (jako jsou zločiny proti lidskosti a zakládání teroristických organizací) v kriminálních vyšetřováních vedených generálním prokurátorem. Jako takoví jsou mimo jiné odpovědní za vydávání povolení k domovním prohlídkám a zatýkacích rozkazů.
Německý právní řád má různé nejvyšší soudy pro různá odvětví svého soudnictví. Čtyři sesterské nejvyšší soudy Spolkového soudního dvora jsou Spolkový správní soud (pro správní záležitosti), Spolkový fiskální soud (pro daňové záležitosti), Spolkový pracovní soud (pro záležitosti pracovního práva) a Spolkový sociální soud (pro záležitosti sociálního zabezpečení).
Sídlo Spolkového soudního dvora je v Karlsruhe v Bádensku-Württembersku. Dvě trestní oddělení soudu sídlí v Lipsku v Sasku.

## Historie

### Předchůdci
Reichskammergericht, který byl založen v roce 1495 jako nejvyšší soud Svaté říše římské, je často považován za institucionálního původce judikatury nejvyššího soudu v Německu. Soud vznikl kvůli pokusu říšských stavů čelit vlivu císaře, což vedlo k poněkud neobvyklé koexistenci dvou nejvyšších soudů se souběžnou jurisdikcí ve většině záležitostí. V trestních záležitostech však měla výhradní pravomoc císařova vlastní říšská dvorní rada (Reichshofrat) ve Vídni.
Když říše v roce 1806 zanikla, zanikly i dva nejvyšší soudy. Následovalo delší období soudní nezávislosti desítek nově suverénních německých států v rámci Německého spolku. Ve státech středního a severního Německa změna proběhla po založení Severoněmeckého spolku, kde v srpnu 1870 zahájil činnost Bundesoberhandelsgericht se sídlem v Lipsku. Zpočátku byla nejvyšší odvolací jurisdikce soudu z velké části omezena na obchodněprávní záležitosti, ale poté, co se jihoněmecké státy v listopadu 1870 připojily ke Spolku a vytvořily Německé císařství, získal soud – nyní známý jako Reichsoberhandelsgericht – pravomoc nad různými dalšími oblastmi občanského práva.
V roce 1879 byl Reichsoberhandelsgericht nahrazen Reichsgerichtem. Reichsgericht se také nacházel v Lipsku a měl mnohem širší nejvyšší odvolací jurisdikci než jeho předchůdci, zahrnující všechny občanské a trestní záležitosti Říše. Uzákonění jednotného říšského trestního zákoníku v roce 1872 dodalo soudu na významu. Po porážce Německa ve druhé světové válce byl Reichsgericht, stejně jako všechny německé soudy, uzavřen a jeho administrativa následně zrušena prohlášením generála Eisenhowera z armády Spojených států amerických dne 18. dubna 1945.
V britské okupační zóně začal v roce 1948 fungovat Nejvyšší soud pro britskou zónu (Oberster Gerichtshof für die Britische Zone). Soud měl za úkol zajistit jednotnou judikaturu v rámci zóny; za tímto účelem jeho rozsah jurisdikce a jeho procesní pravidla do značné míry následovaly příklad Reichsgerichtu. Založení Bizonální ekonomické rady Brity a Američany také vedlo ke zřízení Německého vrchního soudu pro sjednocený hospodářský prostor (Deutsches Obergericht für das Vereinigte Wirtschaftsgebiet) s nejvyšší odvolací jurisdikcí ve věcech veřejného a soukromého hospodářského práva vytvořeného prostřednictvím bizonální legislativy.

### Založení
V květnu 1949 byl přijat základní zákon (Grundgesetz), kterým byla založena Spolková republika Německo. Ustanovení čl. 96 odst. 1 základního zákona stanovilo, že „budou zřízeny vyšší spolkové soudy pro oblast běžné, správní, finanční, pracovní a sociální jurisdikce“. Zhruba o rok později rozhodl německý spolkový parlament Bundestag, že „vyšší spolkový soud“ s běžnou (tj. občanskoprávní a trestní) jurisdikcí se bude jmenovat Bundesgerichtshof (Spolkový soudní dvůr) a že jeho sídlo bude ve městě Karlsruhe. Umístění nových nejvyšších soudů bylo v té době předmětem značné diskuse. Nejvážnějším protikandidátem Karlsruhe byl Kolín nad Rýnem, kde sídlil jak Nejvyšší soud pro britskou zónu, tak německý Nejvyšší soud pro kombinovaný hospodářský prostor, ale Karlsruhe nakonec získalo většinu v příslušném parlamentním výboru.
Spolkový soudní dvůr byl založen 1. října 1950 a fungovat začal o den později. Nejvyšší soud pro britskou zónu ukončil činnost o den dříve a všechny případy tam projednávané byly předány Spolkovému soudnímu dvoru. Z 54 původně schválených soudců bylo okamžitě obsazeno pouze 12 pozic, ačkoli tento počet během prvních tří měsíců fungování soudu rychle vzrostl na 42; v červenci 1952 to bylo 86. Byly založeny nové divize, včetně trestní divize se sídlem v Berlíně, 500 kilometrů severovýchodně od Karlsruhe. Strmý nárůst počtu soudců v prvních letech existence soudu byl zčásti důsledkem vyšší než očekávané vytíženosti soudu a zčásti důsledkem legislativních změn, které rozšířily působnost soudu. Ve stejné době byla praxe Reichsgerichtu zaměstnávání asistentů soudců (Hilfsrichter) postavena mimo zákon.
Teprve v roce 1995 přiznal Spolkový soudní dvůr neúspěšné zpracování soudního systému Třetí říše.

## Umístění a prostory

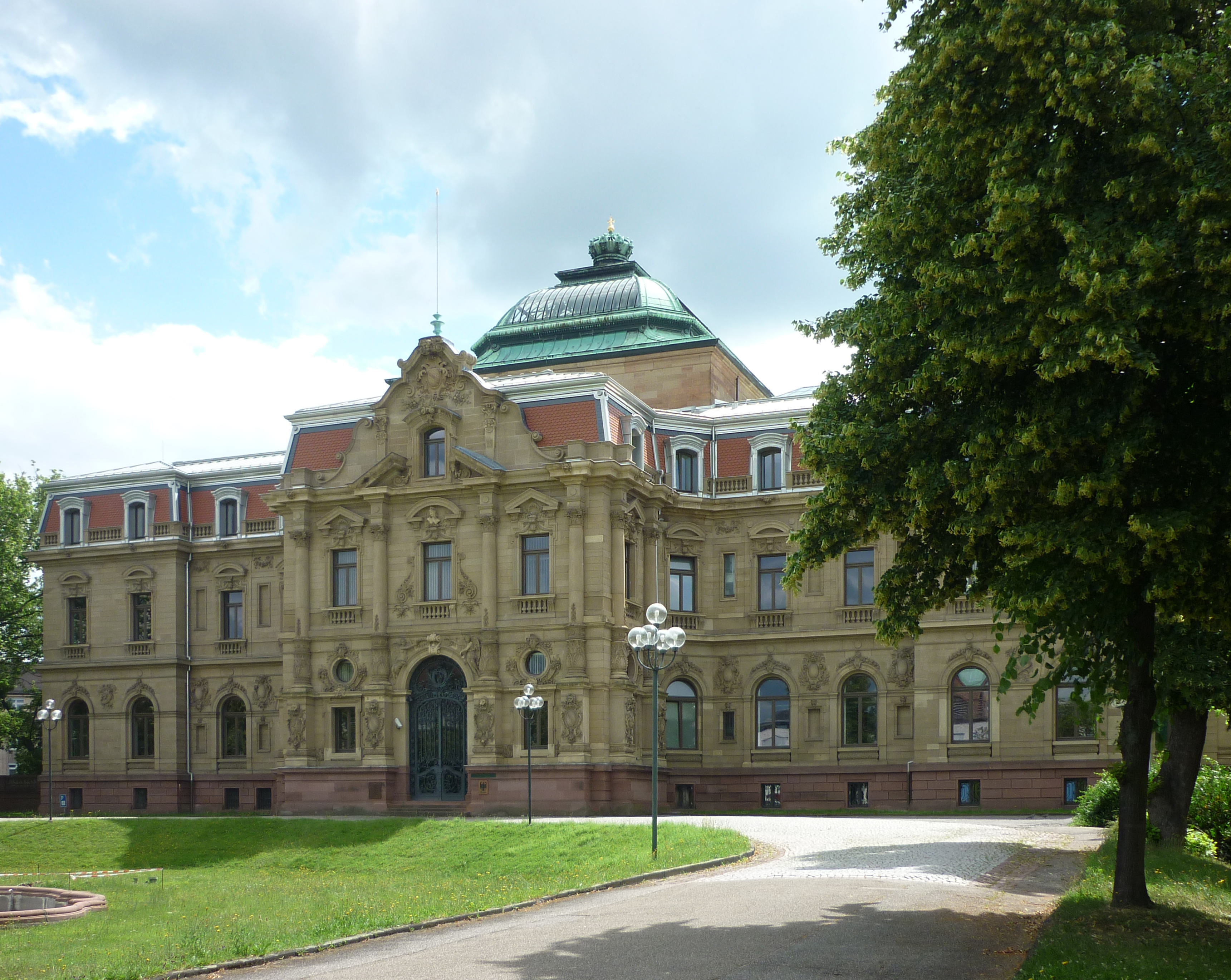
Palác dědičného velkovévody Fridricha, sídlo Spolkového soudního dvora v Karlsruhe

Spolkový soudní dvůr sídlí v pěti budovách v parku v centru Karlsruhe na Herrenstraße 45a. Hlavní budovou je Palác dědičného velkovévody (Erbgrossherzogliches Palais) postavený v letech 1891 až 1897 Josefem Durmem. Během druhé světové války byla jeho kupole zničena a mansardová podlaha shořela.
V 90. letech byla Spolková generální prokuratura oddělena od Spolkového soudního dvora a sídlí v nové budově na Brauerstrasse.
V říjnu 2003 byla slavnostně otevřena přístavba budovy. Velká knihovna obsahuje Muzeum právní historie (Rechtshistorisches Museum).
V dubnu 2012 byla otevřena nová přijímací budova s velkou soudní síní. Do té doby zahrada sloužila jako přistávací plocha pro vrtulníky převážející obžalované.
Soud má dvě pobočky, Villa Reiss na Gartenstrasse a bývalé kasárny Bundeswehru na Rintheimer Strasse v Karlsruhe.
Od července 1997 sídlí 5. trestní senát a od února 2020 6. trestní senát ve Villa Sack v Lipsku na Karl-Heine-Straße.

## Formule
Rozsudky Spolkového soudního dvora končí frází „von Rechts wegen“ („na základě zákona“). Tato formule, kterou také používal Bundesoberhandelsgericht/Reichsoberhandelsgericht a Reichsgerichtshof a jejíž původ lze vysledovat až do 14. století, používá pouze Spolkový pracovní soud a Spolkový soudní dvůr, ale žádný jiný soud v německém soudním systému.